# Vladimir Donatovič Orlovskij
Vladimir Donatovič Orlovskij (in ucraino Володимир Донатович Орловський?, Volodymyr Donatovyč Orlovs'kyj; in russo Влади́мир Дона́тович Орло́вский?; Kiev, 1º febbraio 1842 – Genova, 19 febbraio 1914) è stato un pittore ucraino, considerato il fondatore della scuola ucraina della pittura realista di paesaggi. Visse nell'Impero russo ed è talvolta indicato come "russo".

## Biografia

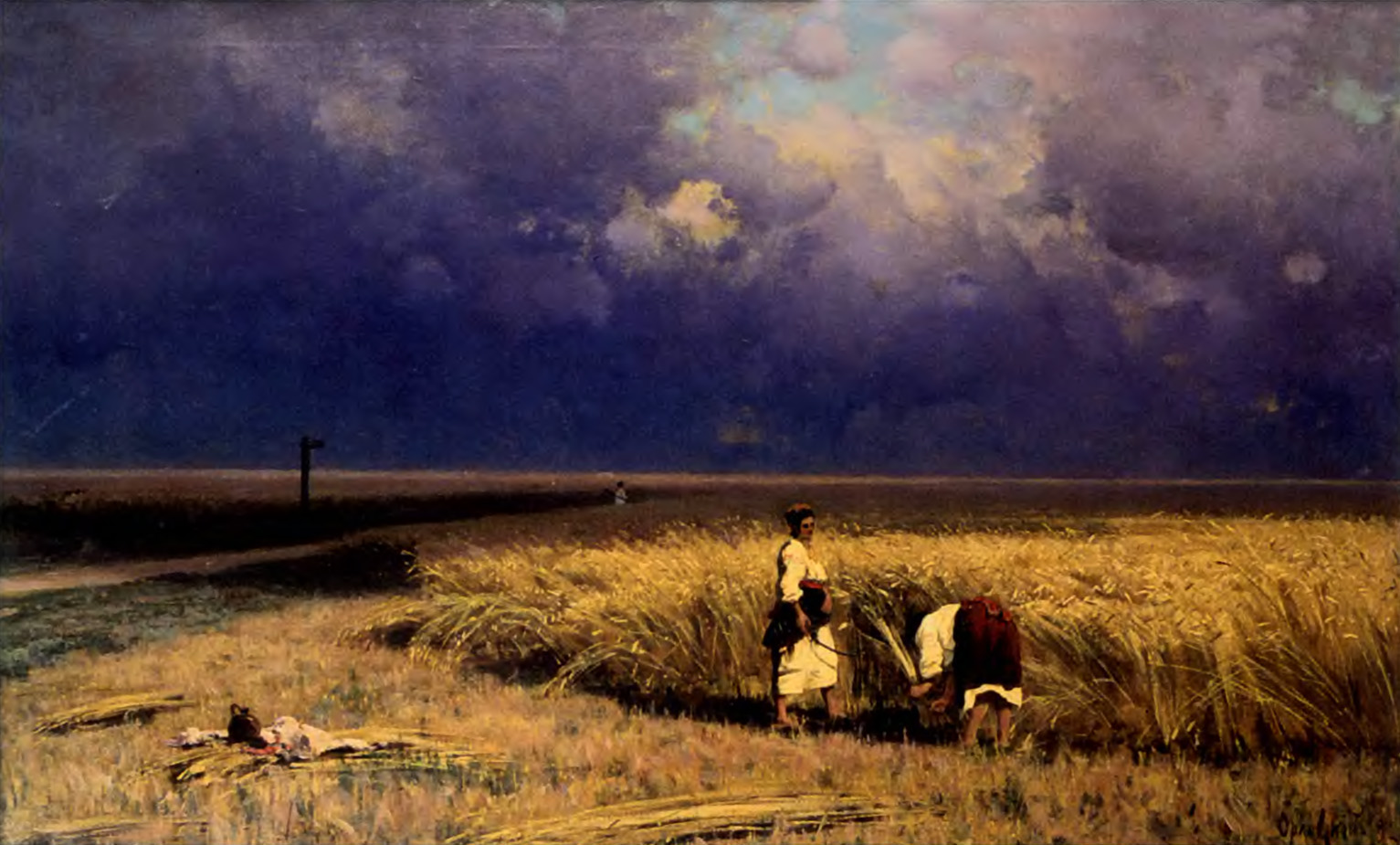
Raccolta, 1882, Museo nazionale d'Arte dell'Ucraina.

Il paesaggista Vladimir Donatovič Orlovskij nacque a Kiev, dove ricevette le sue prime lezioni di disegno in una scuola locale. Dopo di che si trasferì a San Pietroburgo per frequentare l'Accademia russa di belle arti (1861-1868), visitando molte località della Russia europea. Per gli studi e le sue opere, lo studente Orlovskij ottenne due medaglie d'argento e una piccola medaglia d'oro. Concluse l'accademia presentando tre paesaggi della Crimea, vincendo una medaglia d'oro e una trasferta di perfezionamento artistico di tre anni in Europa.
In seguito Orlovskij studiò in Francia, Svizzera e in Italia. Al suo ritorno in patria, viaggiò in Russia, portando schizzi e dipinti dai suoi viaggi. Dal 1874, Orlovskij diventò un membro dell'accademia, e dal 1878 insegnò pittura di paesaggio e fece parte del consiglio di amministrazione dell'Accademia russa di belle arti. Nel 1886 tornò in Ucraina, dove fondò e insegnò la Scuola d'arte di Kiev.
Poiché Orlovskij si allontanò gradualmente dallo stile accademico, le sue opere si caratterizzarono per una composizione più naturale, linee più sicure e una colorazione più fine. Le sue tele con vista sui dintorni di San Pietroburgo, della Piccola Russia, della Russia centrale e del Caucaso del Nord furono esposte in mostre nazionali e internazionali. Molta attenzione Orlovskij dedicò allo sviluppo delle belle arti e dell'educazione artistica nel paese.
Le sue opere sono conservate e presentate oggi in molti musei, mostrando agli amanti della pittura esempi del paesaggio russo della seconda metà del XIX secolo. Tra le sue opere si ricordano Semina, 1874; Nella steppa, 1874; Pozzuoli presso Napoli, 1876; Case contadine in un giorno d'estate, 1879; Villaggio, 1879; Raccolta, 1882; Porto, 1890.

## Opere
- Semina, 1874;
- Nella steppa, 1874;
- Pozzuoli presso Napoli, 1876;
- Case contadine in un giorno d'estate, 1879;
- Villaggio, 1879;
- Raccolta, 1882;
- Porto, 1890.

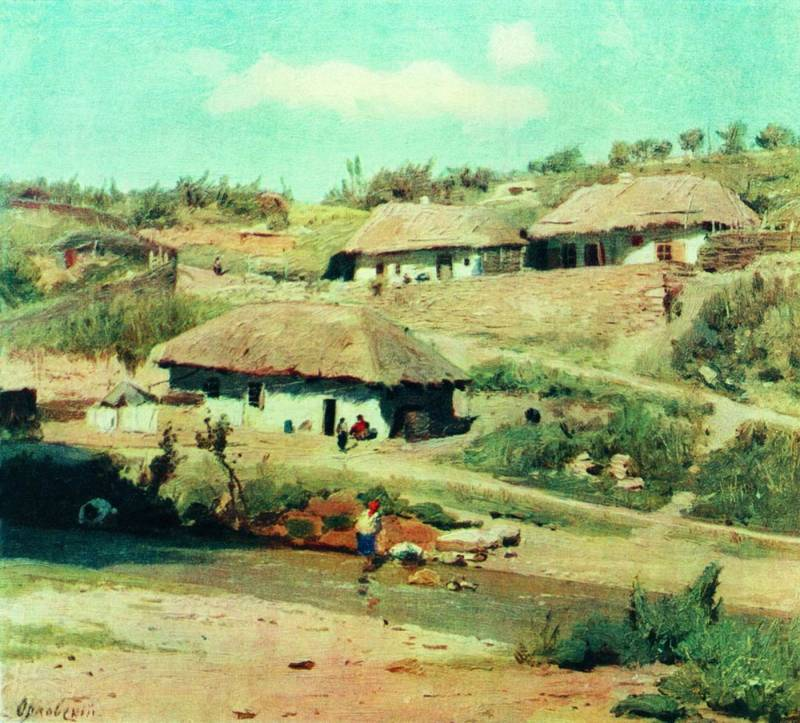
Case in un giorno estivo, 1870
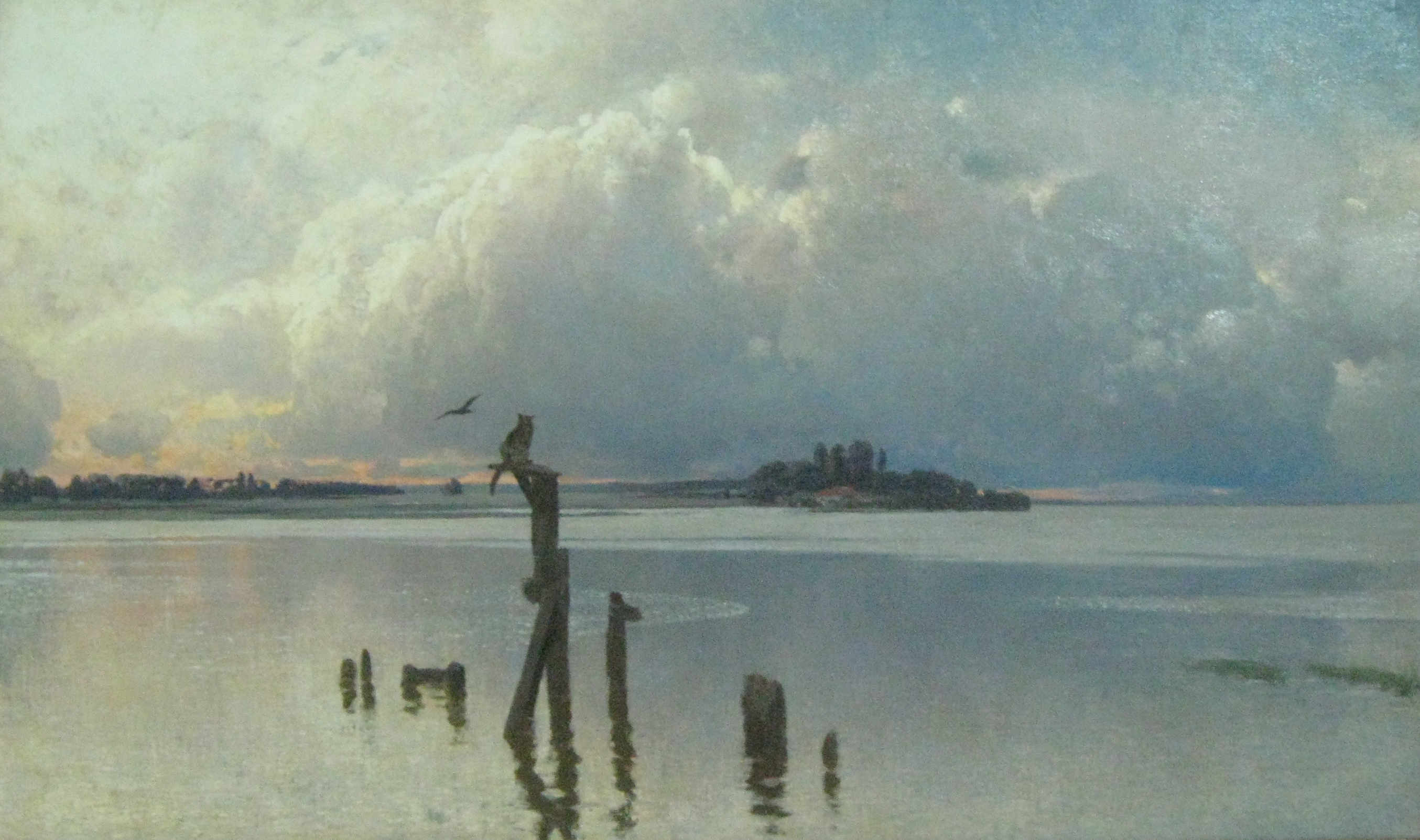
Inondazione, Museum of Fine Arts
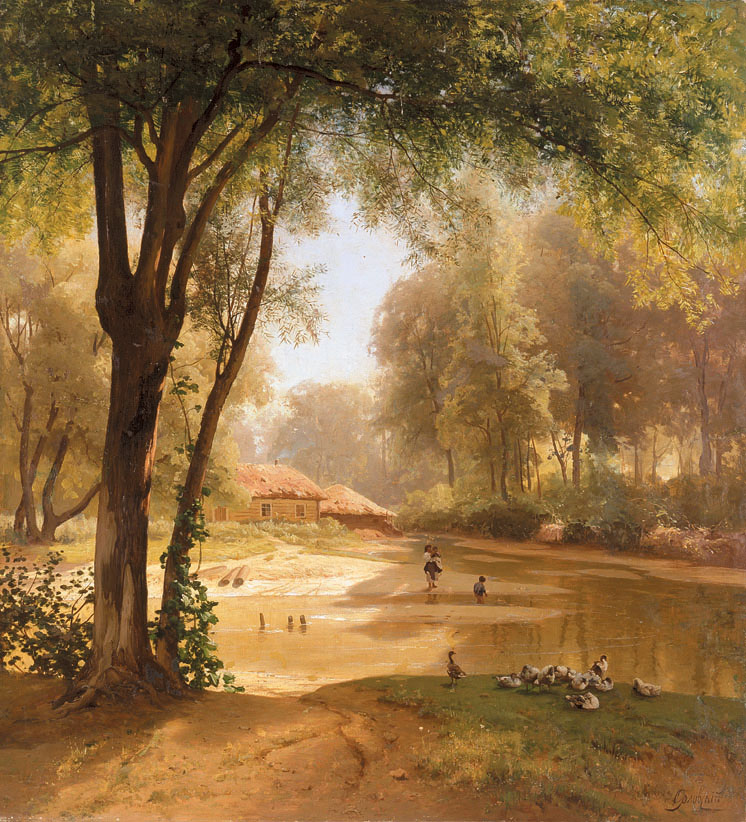
Calma, 1890, Museo nazionale d'Arte dell'Ucraina